# Paraíso blanco
Paraíso blanco es una serie de televisión web de drama criminal colombiana producida por Dago García para Caracol Televisión, la cual está basada en la vida del narcotraficante colombiano Carlos Lehder, inspirado en el libro Crazy Charlie escrito por Ron Chepesiuk.
Está protagonizada por Sebastián Osorio, Michal Malinowski, Camila Bordon y Laura Rodríguez, junto a un extenso reparto coral. La serie se estrenó el 20 de julio de 2023 por Vix.
La serie fue renovada para una segunda temporada, la cual se estrenó el 18 de julio de 2024.
En Colombia, la serie se estrenó en televisión abierta el 25 de septiembre del mismo año por Caracol Televisión.

## Reparto

### Principal
- Sebastián Osorio como Carlos Lehder
  - Carlos Serrato como Carlos de 72 años
  - Kevin Bury como Carlos de 15 años
- Michal Malinowski como Lewis
- Camila Bordon como Jymel
- Laura Rodríguez como Nidia

### Recurrente
- Variel Sánchez como Carlos Toro "Torito"
  - Daniel Calderón como Torito de 15 años
- César Álvarez como Hermann Lehder
  - Eduardo Pérez como Hermann joven
- Andrés Castañeda como Pablo Escobar
- Cristian Villamil como Popeye
- Alejandro Tamayo- como Jorge (2° temporada)
- Pacho Rueda como Pastor Fomeque
- Bibiana Navas como María Clara Rivas
- Lorena García como Vera Lehder
  - Isabella Miranda como Vera de 17 años
- Alejandro Gutiérrez como Diego Lehder
  - Juan Castellanos como Diego de 17 años
- Alejandro Pedraza como Nacho
- Valeria Galviz como Julie Lehder
- Linda Lucía Callejas como Virginia Rivas
- Johan Méndez como Manny
- Alejandro Martínez como Willheim Lehder
- Andrés Echavarría
- Lina Tejeiro como Griselda Blanco
- Mijail Mulkay
- Cecilia Navia
- Juan Carlos Ortega
- Alex Díaz-acosta como Teniente Osorio